# لئونیداس پیرگوس
لئونیداس پیرگوس (انگلیسی: Leonidas Pyrgos؛ زادهٔ ۱۸۷۱) یک شمشیرباز اهل یونان است.
از افتخارات وی میتوان به کسب مدال طلا مسترز فلوره در بازی‌های المپیک تابستانی ۱۸۹۶ اشاره کرد.